# 티베트 불교
티베트 불교는 티베트와 네팔 그리고 몽골 등지를 포함한 히말라야산맥과 인접한 지역에서 믿는 대승불교의 종파이다. 종교적 스승인 라마를 중시한다고 하여 라마교라고도 불린다. 가장 잘 알려진 종교 지도자는 겔룩파의 수장인 달라이 라마이다.
불교가 전래되기 이전의 티베트 고유의 민속종교는 뵌교(Bön)였다. 그러나 불교에 기반한 통치를 위해 티베트의 국왕이 직접 인도에서부터 후기 대승불교를 도입했기 때문에 티베트 불교는 인도 불교의 직계로 여겨진다. 도입 과정에서 의례나 신앙 존격 등에 티벳 토착 종교의 영향을 받았다. 티베트의 불교의 도입 과정에서 산스크리트어의 경전을 올바르게 번역할 수 있도록 티베트 문자가 새로 만들어졌는데, 이 때문에 티베트어 경전은 멸실된 산스크리트어 경전 연구에 있어서 중요한 위치를 차지한다.
티베트 불교는 원나라 시대에 쿠빌라이 칸의 보호를 받으며 중국, 한국, 일본까지도 뻗어나갔고, 현재는 티베트 디아스포라로 인하여 달라이 라마가 직접 티베트 바깥으로 피신하여 티베트 망명 정부를 세우는 것과 같은 일들로 인하여 사람들의 관심이 높아지고 있다. 티베트 불교에는 크게 겔룩파, 냥마파, 사캬파, 까귀파 이 4개의 종파가 구성되어 있다. 각각의 종파는 서로 다른 교리들을 가지고 있으며, 또한 각각 다른 최고 지도자가 있다.

## 가르침
대승불교의 정신에 준거하여, 티베트 불교는 보리심(다른 존재를 이롭게 하기 위해 완전한 깨달음을 얻고자 하는 서원)과 지혜(공성을 이해하는 지혜)라고 하는 두 개의 기둥을 중시한다. 티베트 불교에는 사성제, 무아, 업보, 윤회와 같은 기본적인 불교적 가르침들이 포함되어 있으며, 또한 이외에도 대승불교에서 가르치던 교리들이 대부분 함께 기록되어 있다.

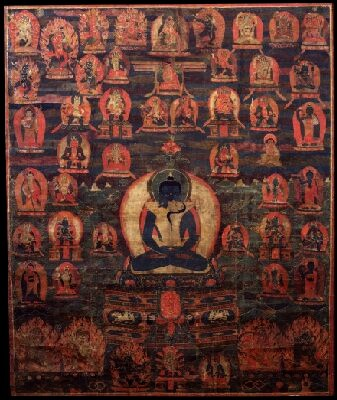
티베트 보살 만다라

### 해탈의 길
대승 불교에서 주로 언급하는 수행 단계는 바로 '십지'로서, 범부에서 부처에 이르는 경지에 대해 자세히 나누어 기술하고 있다. 십지는 총 10개의 단계로 나뉘는데, 이를 5도로 줄여보면 아래와 같다.
1. 자량도 : 이 시기에 수행자들은 지혜와 경험을 쌓고, 각각 사념처와 팔정도에 대한 깨달음을 얻는다.
2. 가행도 : 이 때 수행자들은 더욱 애써 수행하며 더 높은 명상의 경지에 다다르며, '공'의 개념에 익숙해지게 된다.
3. 견도 : 공을 처음으로 직접적으로 깨닫게 되며, 번뇌장과 같은 거친 번뇌가 소멸된다.
4. 수도 : 공에 대한 지혜가 더욱 깊어지며 소지장과 같은 미세한 번뇌들이 사라진다.
5. 무학도 : 열반의 경지에 올라 부처가 되어 일체 중생을 구제할 수 있다.

이 5개의 단계가 자주 더 정교화되고 구체화되어 십지로 체계화된다.

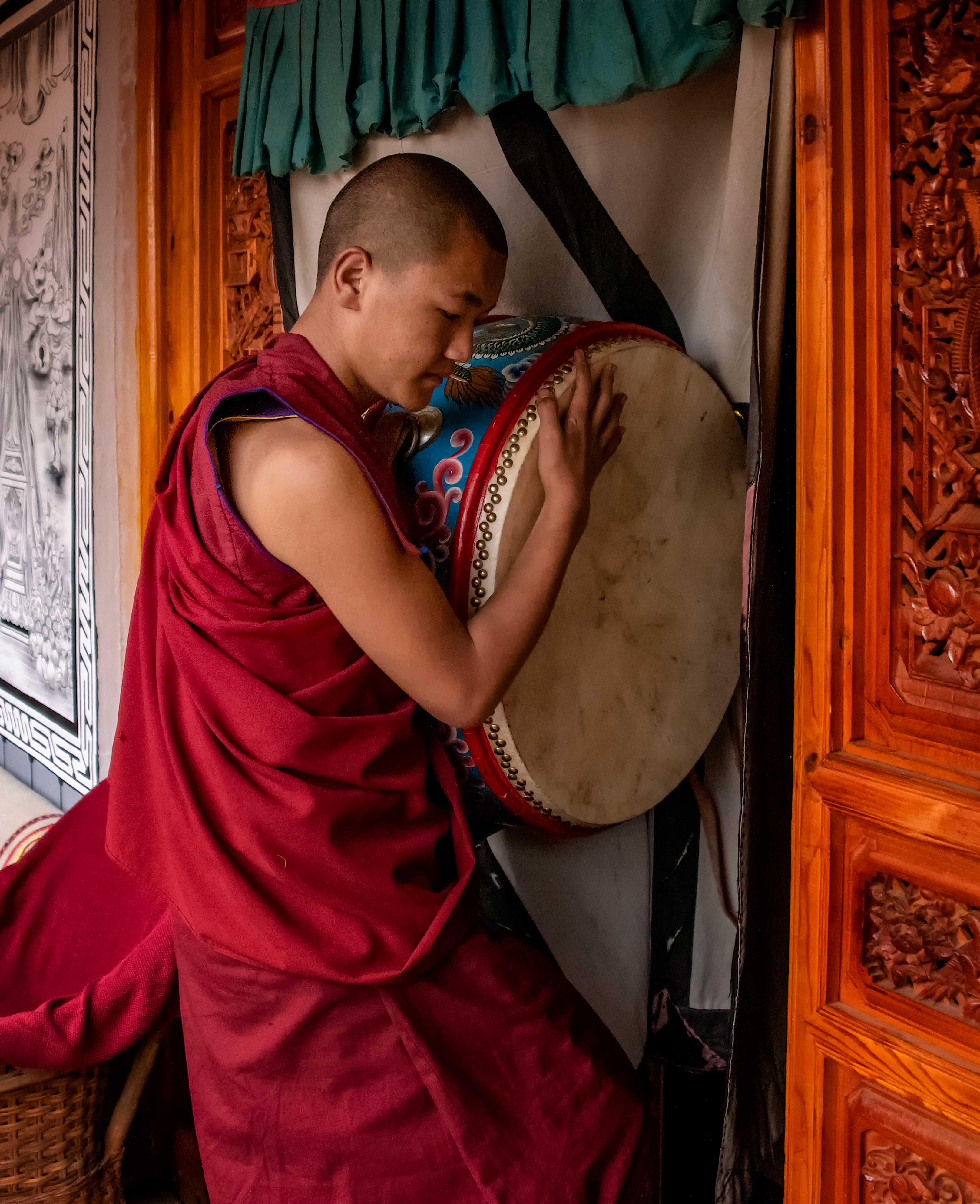
티베트 승려의 모습

### 람림
'람림'의 본이름은 《장춥람림(Jangchub lamrim)》으로, 한어로 풀이하면 《보리도차제(菩提道次第)》라는 이름을 가진다. 이는 열반의 길로 이르는 단계를 정해놓은 것으로, 직역하면 '깨달음으로 이르는 길에 매겨진 순서'라는 뜻이다. 불법에는 완전하고 명료하게 의미를 드러낸 요의법(了義法)과 방편으로 설한 불요의법(不了義法)이 존재한다. 이중 대소승의 요의법만을 모아 간추린 티베트 불교의 최고 경전이 바로 《람림》이라고 할 수 있다. 《람림》에 의지하면 대승과 소승의 가르침을 모두 아우르면서도 헤매지 않고 수행이 가능하다. 밀교의 매우 깊은 가르침에 의지하여 과연 열반의 경지를 한 생에 깨달을 수 있는지 여부도 《람림》의 내용을 얼마나 실천하느냐에 달려있다고 한다.
아띠샤의 람림 경전 체계는 수행자들을 모두 하사도(下士道), 중사도(中士道), 상사도(上士道) 이 세단계로 나누어 수련하게 한다.

### 삼사도(三士道)
첫 단계인 하사도에서는 윤회의 세계 속에서 향상하는 것, 즉 내생에 인간계나 하늘나라와 같이 좋은 세간에 태어나는 것을 목표로 삼는다. 그 방법은 남에게 많이 베풀고 계율을 잘 지키면서 살아가는 것이다. 나의 행복을 추구하는 세속의 길이다. 구체적으로 제행무상(죽음과 무상 사유), 윤회개고(삼악취(불교 세계에서 지옥, 악귀, 축생 이 세 개의 지옥을 지칭한다.)의 고통), 인신난득(사람 몸 얻기 어려움), 인과응보(업보의 믿음), 귀의삼보 등을 익힌다.
둘째 단계인 중사도에서는 윤회의 고통을 절감하고서 해탈, 열반을 추구한다. 계, 정, 혜 삼학의 수행을 통해서 번뇌의 뿌리를 뽑는다. 아라한을 궁극적 목표로 삼는 전문수행자의 길이다. 구체적으로 사성제, 팔정도, 십이연기 등을 익힌다.
셋째 단계인 상사도에서는 불교수행이 무르익어서 해탈과 열반이 멀지 않은 수행자가, 보리심을 발하여 열반을 유예하고서 윤회 속에 머물면서 성불의 그날까지 상구보리, 하화중생의 삶을 살아간다. 대승보살의 길이다. 구체적으로 육바라밀, 사섭법 등을 익힌다.
람림은 거의 모든 티베트 종파에서 동일한 내용을 띠고 있지만, 종파마다 이를 해석하는 방법이 다르다.

### 밀교
티베트 불교는 밀교의 한 형태이다. 밀교란 '비밀의 가르침'이란 의미를 내포하고 있는데, '겉으로 드러난 가르침'이라는 뜻을 가지는 현교와 대비된다. 현교가 언어 문자상으로 설시된 기본적인 소승, 대승 불교의 경전과 가르침들을 의미한다면, 티베트 불교와 같은 밀교는 7세기 경 인도 지역에서 작성된 불교 탄트라에서 따온 관점을 지녀 훨씬 더 비밀스럽고 고요한 분위기를 띠고 있다. 밀교는 사부(事部, kriya tantra), 행부(行部, charya tantra), 유가부(瑜伽部, yoga tantra), 무상유가부(無上瑜伽部, anuttarayoga tantra) 등 네 부파로 나눌 수 있다. 밀교 네 부파는 수행의례나 방법 면에서 약간의 차이가 있다. 사부는 외적인 의례를 수행의 중심으로 삼고, 행부는 외적인 의례와 내적인 수행을 함께 중시하며, 요가부는 오직 내적인 수행만을 중시한다. 무상요가부의 가르침은 비교하여 설명할 것이 없다. 네 탄트라의 수행은 상응하는 근기를 가진 수행자에 근거하여 나눈 것이지, 사람들의 기호에 따라 나눈 것이 아니다.
현교, 다시 말해 바라밀승은 부처의 과위를 이루는데 삼아승지겁이 걸리는 반면 밀승을 수행하면 단기간 내에 자량을 쌓아 짧게는 한 생에도 불과를 얻을 수 있다고 말한다. 그러나 밀교에 입문하기 위해서는 반드시 필요한 자격을 갖춰야 한다. 이미 현교의 수행차제를 두루 섭렵하여 근기가 성숙된 이라야 하며, 오직 불과(佛果)를 증득하고 싶다는 의욕을 앞세우거나, 자신을 다른 사람보다 수승하다고 자만하여 밀교 수행에 접근하여서는 안 된다. 또한 윤회에서 벗어나기 위해 해탈을 염원하는 출리심, 다른 중생을 위하는 자비심과 보리심이 투철하여야 하며 공성에 대한 바른 이해를 갖추고 있어야 한다.
밀교를 수행하기 위해서는 반드시 자격을 갖춘 법맥스승으로부터 관정(灌頂)과 구전(口傳), 구결(口訣)을 받아야 한다. 관정은 스승과 제자 사이에 법을 전해주고 전해받는 밀교의 독특한 의식이다. 이 의식을 통하여 밀교에 입문하려는 사람은 스승으로부터 밀교를 수행할 수 있는 자격을 부여받게 된다. 또한 스승의 구전(口傳)을 통해 수행법을 전수받으며 수행법에 대한 구체적인 가르침인 구결 역시 전해듣는다. 밀교 수행의 성취를 위해서는 특히 현교보다 더욱 큰 스승에 대한 믿음과 헌신을 가져야 한다.
밀교의 계율은 싸마야(三昧耶)라고 하는데, 밀교의 수행에 있어서 계율을 지키는 것이 지극히 중요하다. 그렇기 때문에 모든 관정은 먼저 계를 받고 이를 지킬 것을 맹세 한 사람에게만 수여 된다. 금강승의 보살계나 밀교계는 매우 엄격하고 지키기 힘들다. 아띠샤(Atisha) 존자는 본인의 삶 중에 '비구계는 조금도 어김이 없이 지켰고,
보살계는 간혹 지키지 못했지만
밀교계를 어긴 것은 후드득 떨어지는 빗방울과 같이 많다' 하였다.
티베트 불교에서의 명상은 밀교적인 시각화 명상이 매우 큰 비중을 차지하고 있다. 먼저 부처 혹은 보살의 모습을 정해 최대한 생생하게 시각화하되 물에 비친 달그림자같이 실체없는 공(空)으로 인식하고, 수행자 자신이 이러한 불보살과 일체화되고 이들의 깨달음의 경지와 하나됨을 느낀 다음, 마지막으로 이렇게 시각화한 모든 것을 지워버림으로써 집착하는 마음 없이 깨달음에 가까워지도록 하는 것이다. 화려한 만다라를 만들고 이를 부숴 버리는 것도 이러한 수행의 일부이다.

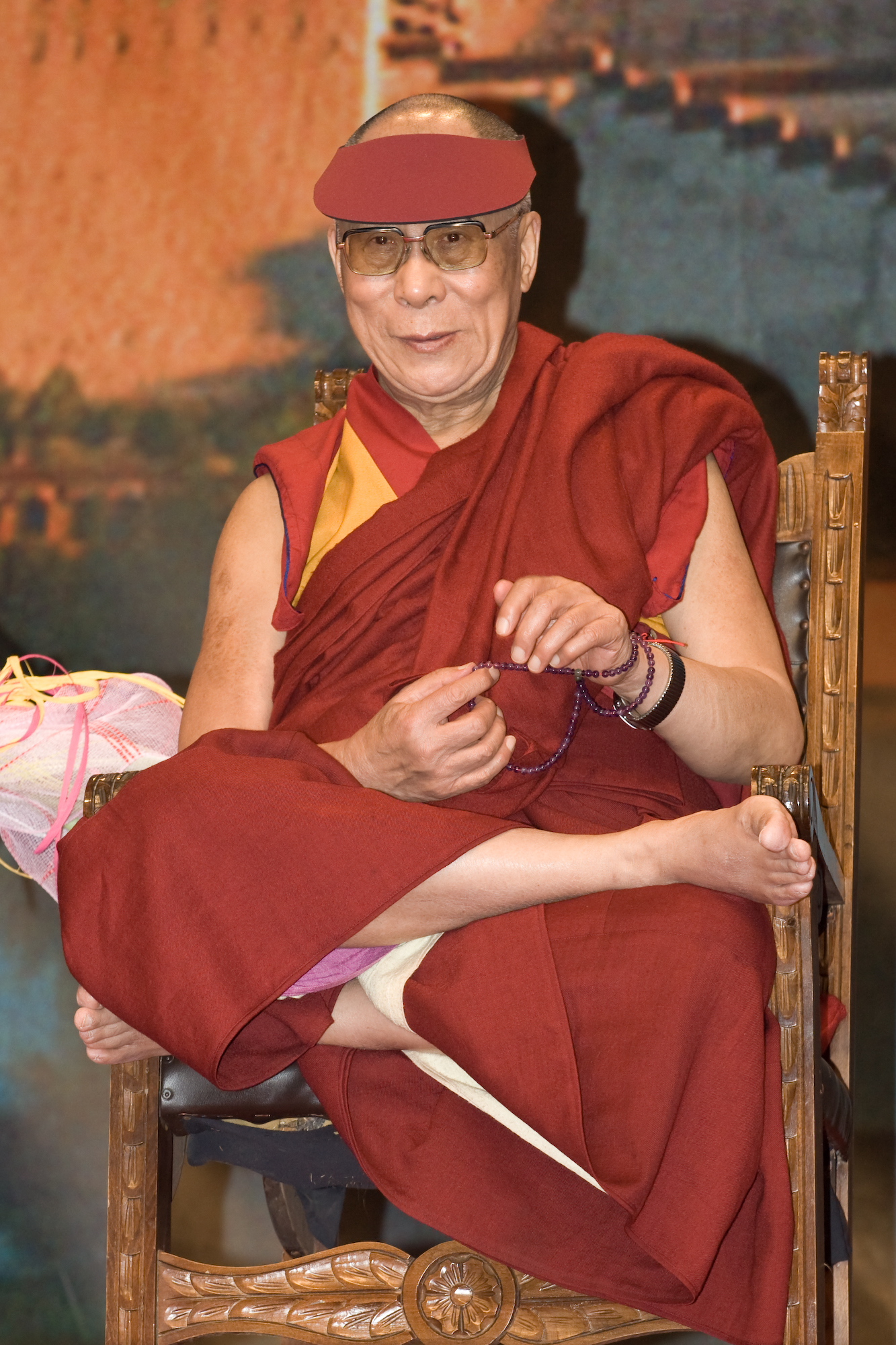
달라이 라마

## 종파
티베트 불교는 크게 4개의 종파로 나뉜다. 그 종파의 이름은 모두 겔룩파(དགེ་ལུགས་), 사캬파(ས་སྐྱ)་, 까규파(བཀའ་བརྒྱུད།), 닝마파(རྙིང་མ)이다. 그 외 이반파 등 군소파들도 여럿 존재한다. 이 파들 중, 가장 그 역사가 오래된 종파는 바로 닝마파로, 구파(nyingma)라고도 한다. 그리고 이를 제외한 나머지 3개의 종파들은 모두 신파(sarma)라고 한다. 이는 크게 경전의 번역 시기에 따라 구분한 것이다 닝마파는 티베트에 인도의 불교가 처음 도입되던 7세기 경 법왕들의 후원으로 번역된 경전은 바탕으로 성립된 종파이고 나머지 3개 겔룩파, 사캬파, 까규파는 모두 10세기와 11세기 경에 지방 귀족들에 의해 새롭게 번역된 경전을 바탕으로 성립된 종파들이다.
이 4개의 종파들은 서로간에 대립과 교류를 반복해왔다. 종파들은 각각 다른 명상법과 경전 해석본들을 가지고 있으며, 특히 서로 다른 최고 종교지도자를 내세우고 있다. 국제적으로 가장 잘 알려진 티베트의 최고 종교 지도자는 바로 겔룩파의 수장인 달라이 라마다.
여러 가지 경전의 가르침을 정리해 불교 전체의 가르침을 순서를 쫓아 말한 도차제의 가르침이나, 보살로서의 삶의 방식을 말하는 '로종'(마음의 수행)을 말하고 있다. 기본적으로는 용수의 중관을 중심으로 하고, 존재 · 인식에 대한 논리적 사고 능력과 논쟁에 의한 지혜의 획득을 중요시하고 있다.
티베트 불교에는 4대 종파가 역사적으로 확립되어 오늘에 이르고 있다. 달라이 라마가 속한 최대 종파인 겔룩빠는 티베트 불교의 중흥조로 일컬어지는 쫑카빠가 확립한 종파로, 현교 수행론인 보리도차제론과 밀교 수행론인 밀종도차제론 등이 있다. 그 외 종파로는 까규빠, 닝마빠, 사캬빠 등이 있다. 4대 종파는 티베트, 몽골, 부탄지역에서 주로 신봉한다.

## 연표
| 연표: 불교 전통의 성립과 발전 (기원전 450년경부터 기원후 1300년경까지)                 |                         |          |                    |                          |                          |                          |                          |                          |               |               |               |
|                                                                                        |                         |          |                    |                          |                          |                          |                          |                          |               |               |               |
|                                                                                        | 450 BCE                 | 450 BCE  | 250 BCE            | 100 CE                   | 100 CE                   | 500 CE                   | 500 CE                   | 700 CE                   | 800 CE        | 800 CE        | 1200 CE       |
|                                                                                        |                         |          |                    |                          |                          |                          |                          |                          |               |               |               |
| 인도                                                                                   | 원시불교                |          |                    |                          |                          |                          |                          |                          |               |               |               |
| 인도                                                                                   | 원시불교                | 부파불교 | 부파불교           | 부파불교                 | 부파불교                 | 대승불교                 | 대승불교                 | 밀교·금강승              | 밀교·금강승   | 밀교·금강승   |               |
| 인도                                                                                   | 원시불교                | 부파불교 | 부파불교           | 부파불교                 | 부파불교                 |                          |                          |                          |               |               |               |
| 인도                                                                                   | 원시불교                |          |                    |                          |                          |                          |                          |                          |               |               |               |
| 인도                                                                                   | 원시불교                |          |                    |                          |                          |                          |                          |                          |               |               |               |
|                                                                                        |                         |          |                    |                          |                          |                          |                          |                          |               |               |               |
| 스리랑카 · 동남아시아                                                                  |                         |          | 상좌부 불교        | 상좌부 불교              |                          |                          |                          |                          |               |               |               |
| 스리랑카 · 동남아시아                                                                  |                         |          |                    |                          |                          |                          |                          |                          |               |               |               |
| 스리랑카 · 동남아시아                                                                  |                         |          |                    |                          |                          |                          |                          |                          |               |               |               |
|                                                                                        |                         |          |                    |                          |                          |                          |                          |                          |               |               |               |
| 중앙아시아                                                                             |                         |          | 그레코 불교        | 그레코 불교              | 그레코 불교              | 그레코 불교              |                          | 티베트 불교              | 티베트 불교   | 티베트 불교   | 티베트 불교   |
| 중앙아시아                                                                             |                         |          |                    |                          |                          |                          |                          | 티베트 불교              | 티베트 불교   | 티베트 불교   | 티베트 불교   |
| 중앙아시아                                                                             | 비단길을 통한 불교 전파 |          |                    |                          |                          |                          |                          | 티베트 불교              | 티베트 불교   | 티베트 불교   | 티베트 불교   |
|                                                                                        |                         |          |                    |                          |                          |                          |                          |                          |               |               |               |
| 동아시아 · 한·중·일                                                                    |                         |          |                    | 천태종 · 정토종 · 일련종 | 천태종 · 정토종 · 일련종 | 천태종 · 정토종 · 일련종 | 천태종 · 정토종 · 일련종 | 천태종 · 정토종 · 일련종 | 밀교 · 진언종 | 밀교 · 진언종 | 밀교 · 진언종 |
| 동아시아 · 한·중·일                                                                    |                         |          |                    | 천태종 · 정토종 · 일련종 | 천태종 · 정토종 · 일련종 | 천태종 · 정토종 · 일련종 | 천태종 · 정토종 · 일련종 | 천태종 · 정토종 · 일련종 |               |               |               |
|                                                                                        |                         |          |                    |                          |                          |                          |                          |                          |               |               |               |
|                                                                                        | 450 BCE                 | 450 BCE  | 250 BCE            | 100 CE                   | 100 CE                   | 500 CE                   | 500 CE                   | 700 CE                   | 800 CE        | 800 CE        | 1200 CE       |
| \| \| 범례: \| \| = 상좌부 불교 전통 \| \| = 대승불교 전통 \| \| = 밀교·금강승 전통 \| |                         |          |                    |                          |                          |                          |                          |                          |               |               |               |
|                                                                                        | 범례:                   |          | = 상좌부 불교 전통 |                          | = 대승불교 전통          |                          | = 밀교·금강승 전통       |                          |               |               |               |

## 역사
험준한 산악과 거친 기후를 가진 티베트에는 예로부터 토속종교인 본교(Bön)가 있어 항마 · 예언 · 점복(占卜) 등의 주술신앙이 성행하였다. 그러던 중 7세기경에 송짼감뽀(569~650)가 라사를 중심으로 왕조를 개창하였다. 그는 독실한 불교 신자였는데, 중신(重臣) 톤미 삼보타를 인도에 파견하여 불교를 티베트로 수입하게 하였다고 한다. 이것이 티베트로의 불교 전래의 공식적인 경위이다. 불교의 도입을 위해 산스크리트어 경전을 올바르게 번역할 수 있도록 티베트 문자가 새로 만들어졌다.
그 후 티송 데첸왕(755~781)은 불교를 국교로 하고, 많은 승려들을 인도로부터 초빙했다. 이들 중에는 밀교에 능한 파드마 삼바바(蓮華上坐師: 티베트 이름으로 파드마 쥰네)와 학자인 샨타락시타(寂護: 티베트 이름은 시바쏘) 등이 있었다.
티베트 불교는 라마교라고도 하나 이는 과거의 잘못된 호칭이다. "라마(Lama)"는 구루(Guru), 즉 스승(師)을 뜻하는데 티베트 불교에서는 인도 나란다 대학의 전통에 따라 불(佛) · 법(法) · 승(僧)의 3보(三寶)에 법을 전하는 사(師)를 더하여 4보(四寶)라 하고, 여기에도 귀의한다. 이로 인해 티베트 불교가 서양에 알려진 초창기에는 라마교(lamaism)라고 일컬어졌으나 대승 불교와 별개의 종교인 양 혼동을 초래하여 지금은 쓰이지 않는 용어이다.
10세기에 들어와서는, 계율을 강조하는 까담파(카담파 · Kadampa)가 성립되었다. 이즈음 티베트 불교 종파 가운데 사키야빠(사캬파 · Sakyapa)가 정치적 권력을 장악하여 법왕국가를 건설하였고 세력을 신장하였다. 이 무렵에 티베트 불교는 몽골인 원나라에도 퍼지게 되었다. 티베트 불교는 원, 명, 청대에 걸쳐 중국 대륙과 몽골, 중앙아시아 등에 전파되었고 인근국가인 한국과 일본의 불교에도 간접적인 영향을 끼쳤다.
15세기가 되면서 쫑카빠(Tsongkapa · 쏭카파 · 宗喀巴: 1357~1419)에 의한 티베트 불교의 개혁이 이루어져 계율의 준수가 더욱 강조되었다. 이 파는 라사의 동남쪽에 있는 간덴사(寺)를 근거로 하여 겔룩빠(겔룩파 · Gelugpa · 黃帽派 · 황모파)라고 불렀으며, 종래 티베트 불교의 닝마빠(닝마파 · Nyingma · 紅帽派 · 홍모파)와 원시 본교(Bön)와 구별되었다.
 뒤에 겔룩빠는 라사의 포탈라사(寺)와 시가세의 타시룬포사(寺)로 분열하여 쫑카빠의 두 명의 제자가 각각 라마의 칭호를 가지고 이들 사찰들을 근거로 하여 법맥(法脈)을 유지하였다.

## 같이 보기
- 대승불교
- 밀교
- 몽골
- 티베트
- 초르텐

## 참고 문헌
- 이 문서에는 다음커뮤니케이션(현 카카오)에서 GFDL 또는 CC-SA 라이선스로 배포한 글로벌 세계대백과사전의 〈종교·철학 > 세계의 종교 > 불 교 > 불교의 역사 > 불교의 북전(北傳) > 티베트의 불교〉 항목을 기초로 작성된 글이 포함되어 있습니다.